# 폐색
폐색(閉塞, 영어: Signalling block system)은 열차의 충돌 또는 추돌을 방지하기 위해 하나의 일정한 구간에 2개 이상의 열차가 동시에 진입 및 운행할 수 없도록 일정한 거리마다 경계를 두어 분할하는 것을 말한다.

## 개요
열차를 안전하면서도 신속하게 운행하기 위해서는 항상 선행열차와 후속열차가 일정한 간격을 유지하면서 운행을 해야 한다.  이를 위해서 역과 역 사이에 일정하게 구간을 설정하고 그 구간에는 1대 이상의 열차가 들어올 수 없도록 하여야 한다. 즉 먼저 들어온 열차만 해당 구간에서 운행할 수 있어야 한다.  이러한 구간을 폐색구간이라고 하며 ATS,ATC를 사용하는 구간에서는 신호기 사이 또는 주파수를 송신하는 발리스가 설치된 구간을 말하며,고속철도 구간에서는 TVM-430의 발리스가 설치되어 있는 구간을 폐색으로 구분한다.
이외로는 장내신호기와 인접역의 장내신호기 사이의 구간(통표폐색식 등의 비자동 폐색법을 시행하는 철도노선)을 폐색구간으로 본다.

## 간격법
선행열차와 후속열차가 일정한 간격을 두고 운행하는 방법인데 두 가지로 분류할 수 있다.
시간간격법
열차와 열차의 충돌을 방지하기 위해 선행열차가 출발한 후 일정한 시간 간격을 두고 연속적으로 후속열차를 출발시키는 방법이다. 선행열차가 운행 중 사고로 도중에 정차할 경우 열차 추돌사고 등 위험한 상황이 발생할 우려가 많기 때문에 보안도가 낮다. 그래서 천재지변 등으로 인하여 통신이 두절되는 경우와 같은 특수한 상황이 아니면 사용하지 않는다.
공간간격법
열차와 열차의 충돌을 방지하기 위해 열차와 열차 사이에 항상 일정한 공간(거리)을 두고 열차를 운행시키는 방법이다. 선행 열차의 위치를 알 수 있어 고밀도 및 고속 운행에 적합하다.  다시 말하면 일정한 공간을 두고 일정 구역을 정하여 1개의 열차만을 운행할 수 있도록 한 것이다.  거리간격법이라고도 한다.

## 열차 운행방식

### 고정폐색방식
고정폐색방식(fixed block system)은 역과 역간을 열차 운전시격에 적합하도록 1구간 또는 여러 개의 구간으로 분할하고 신호현시별 속도 단계를 설정하여 폐색 구간의 열차 점유 상태에 따라 지정된 신호현시 패턴으로 운전하는 단계별 속도코드 전송방식이다.

### 이동폐색방식
이동폐색방식(moving block system)은 1개 폐색구간에 1개 열차라는 고정폐색구간의 개념과는 관계없이 선행열차와 후속열차 상호간의 위치 및 속도를 무선신호 전송매체에 의하여 파악하고 차상 컴퓨터에 의해 열차 스스로 운행 간격을 조정하는 폐색 방식이다.

### 차상제어거리 연산방식
차상제어거리 연산방식(distance to go system)은 지상자 또는 궤도회로를 통해 선행열차의 운행위치에 관한 신호정보를 차상신호기가 수신하여 차상 컴퓨터에 의해 목표속도와 제동 소요거리 등을 연산하여 선행열차와의 안전한 제동여유거리를 유지하며 운전하는 방식으로 고정폐색구간이나 이동폐색구간 모두 사용할 수 있다.

## 상용폐색방식
평상시에 사용하는 폐색방식이며 차내신호폐색식, 통표폐색식, 연동폐색식이 이에 해당한다.

### 자동폐색식
자동폐색식(automatic block system, ABS)은 폐색구간 내에 있는 궤도회로 상의 열차 유무를 검지하여 폐색신호기를 자동으로 제어하는 방식이다.  복선구간과 단선구간 모두 사용이 되며 제어 방식이 다르다.  복선구간에서는 열차 방향이 일정하기 때문에 대향 열차에 대해서는 고려하지 않으며 후속열차에 대해서만 신호를 제어한다.  단선구간에서는 대향 열차와의 안전을 유지하기 위하여 방향쇄정회로를 설치하여 이를 취급하지 않을 때의 모든 폐색신호기는 정지신호를 현시하고 취급하면 취급방향의 폐색신호기를 진행으로, 반대방향의 폐색신호기를 정지로 현시하게 한다.  신호와 폐색이 일원화되어 있기 때문에 인위적인 조작이 불가능하다.  자동폐색장치의 효과는 세 가지로 분류할 수 있는데 첫 번째로 열차 운행횟수를 증가시킬 수 있으며, 두 번째로 열차의 안전도가 향상되고 세 번째로 열차를 합리적으로 운용할 수 있다.

### 연동폐색식
연동폐색식(controlled manual block system)은 역간을 1폐색으로 하고 폐색구간의 양 끝에 폐색 취급버튼을 설치하여 이를 신호기와 연동시켜 신호 현시와 폐색의 이중 취급을 단일화한 방식이다.  즉, 출발신호기와폐색신호기를 폐색장치와 상호 연동시킴으로써 한 가지라도 충족되지 않으면 열차를 출발시킬 수 없다.  이를 위해 연동폐색장치가 설치되는데 거기에는 폐색승인 요구기능의 출발버튼, 폐색승인 기능의 장내버튼, 개통 및 취소버튼과 출발폐색, 장내폐색, 진행 중의 세 가지 표시등이 있으며 출발역에서 폐색승인을 요구하면 도착역의 전원에 의해 승인이 이루어지는 방식이다.  연동폐색식을 시행하는 폐색구간의 양쪽역에 설치한 출발신호기 또는 폐색신호기는 폐색구간에 열차가 있을 때에는 정지신호를 현시해야 하고 장치에 고장이 났을 때는 정지신호를 현시하며, 단선운전을 하는 구간의 정거장에 있어서 출발하려고 하는 열차에 대해서 진행신호를 현시하였을 경우에는 반대 방향의 신호기는 정지신호를 현시해야 하는 조건이 구비되어야 한다.  복선구간과 단선구간 모두 사용이 된다.

### 차내신호폐색식
차내신호폐색식(Cab Signal Block System)은 자동폐색식 조건의 신호를 차내 신호로 ADU를 통해 기관사에게 현시하는 폐색 방식이다. 주로 열차자동운전장치(ATC) 구간에서 사용되며, 앞 열차와의 간격 및 진로의 조건에 따라 차내에 열차운전의 허용 지시 속도를 나타내고 그 지시 속도 보다 낮은 속도로 열차의 속도를 제한하면서 열차를 운행할 수 있도록 한다.  차내신호의 지시속도를 초과 운전하거나 정지 신호가 있을 때, 혹은 ATC자동장치가 고장났을 때 자동으로 제동장치가 작동하여 자동으로 열차가 허용 지시 속도 이하로 감속하거나 비상 정차하는 특성이 있으며 복선구간에서만 사용된다.

## 통표폐색방식
통표폐색방식은 상용폐색방식의 일종이다.
통표신호폐색식(tablet instrument Block System)은 단선구간에서 이루어지는 상용 폐색방식의 일종으로 단선 운행 폐색 구간의 양쪽 역에서 서로 전기적으로 쇄정된 통표 폐색기를 설치하고 양쪽 역의 합의에 따라서 폐색 수속을 완료하면 어느 한쪽 역에 설치된 통표 폐색기에서 1개의 통표가 빠져 나오도록 하여 기관사에게 휴대하도록 하는 방식이다.  이 방식은 단선 기계연동장치 구간에서만 사용하고 있는데 1개 구간의 역간에는 1개의 통표만 인출이 되며 인출된 통표는 양쪽역 중 어느 역의 통표폐색기에 다시 삽입되지 않으면 다음 폐색 수속을 할 수 없게 되어 있다.

### 통표폐색기
통표폐색방식에서는 통표를 관리하기 위해 통표폐색기라는 장치를 사용한다. 이 장치는 통표를 꺼내고 넣는 장치로, 각 역의 폐색 수속을 기계적으로 관리한다. 이 장치에서 통표가 빠져나가면, 해당 선로가 폐색되어 한 방향으로만 열차가 진행할 수 있도록 바뀐다는 것을 의미한다.

#### 통표
통표라는 것은 통표폐색구간의 통표폐색기에서 사용되는 운전허가증인데, 모양은 원형, 사각형, 십자형, 삼각형, 능형 등으로 폐색구간에 따라 모양을 달리하여 사용한다. 통표를 통표폐색기에 끼우거나 꺼내어 폐색의 상태를 관리할 수 있다.

## 대용폐색방식
상용폐색방식을 사용할 수 없을 때에 이를 대신해서 사용하는 방식이다.

### 통신식
신호기 또는 폐색 장치의 고장 등으로 상용폐색방식의 시행이 불가능한 경우에 복선 구간에서 사용하는 대용 폐색으로 운전 사령의 승인에 의해 폐색 구간 양쪽 정거장에 설치된 폐색전용 직통 전화기를 사용하여 양역 역장의 합의하에 1 폐색구간에 1개 열차 운행시키는 방식이다.

### 지도통신식
단선 구간에서의 대용 폐색 방식의 일종으로 폐색구간 양 끝의 정거장 또는 신호소에 설치한 전화기를 사용하여 양쪽 역장의 합의 후, 지도표를 발행하여 운행 열차의 기관사에게 휴대하도록 하는 방식이다.  지도표는 1폐색 구간에 1장만 발행된다.

### 지도식
열차 사고 또는 선로 고장 등으로 현장과 가장 나중에 도착한 역 사이를 1폐색 구간으로 하고 열차를 운전하는 경우로서 후속 열차 운전의 필요가 없을 때에 한하여 시행하는 단선 구간 대용 폐색 방식이다. 지도통신식에서와 같이 지도표를 발행하여 실행한다.

## 폐색 준용법
상용 또는 대용폐색방식을 시행할 수 없을 경우에 이에 준하여 열차를 운전시키기 위해서 시행되는 방법이다.

### 격시법
일정한 시간 간격으로 열차를 취급하는 방식이며 평상시 폐색구간을 운전하는데 필요한 시간보다 길어야 한다.  만일 선행열차가 도중에 정차할 경우에는 그 정차시간가 차량고장, 서행, 기후 불량 등으로 지연이 예상 될 때 그 시간을 가산하여야 한다.  복선구간에서 사용하는 폐색 준용법이다.

### 지도격시법
단선 구간에서 폐색 구간 한쪽의 정거장 역장이 적임자를 파견하여 상대역의 역장과 합의한 후 열차를 운행시키는 방식이다.

### 전령법
더이상 상용,대용폐색방식을 적용할 수 없는 구간을 운전하는 열차에 전령자를 동승시켜 폐색에 준하는 폐색방식을 시행하여 해당 구간의 열차를 운행시키는 방식의 폐색법으로 전령법이라고도 한다.
이때 열차에는 백색 완장을 착용한 전령자가 탑승한다.

## 참고 문헌
- 대한민국 철도청. 2004. 철도신호용어편람. 철도청(203쪽, 273쪽, 319쪽, 421쪽, 422쪽, 436쪽, 490쪽, 491쪽, 506쪽)
- 박재영, 홍원식, 전병록. 2007. 철도신호공학.  서울:동일출판사(195쪽 ~ 242쪽) (ISBN 89-381-0510-5)
- 한국철도공사 인재개발원. 2010. 철도시스템일반. 경기:한국철도공사 인재개발원(121쪽 ~ 126쪽) (ISBN 978-89-93378-16-0)

## 같이 보기
- 락 (컴퓨터 과학)